# Erica heliophila
Erica heliophila är en ljungväxtart som beskrevs av Guthrie och Bolus. Erica heliophila ingår i släktet klockljungssläktet, och familjen ljungväxter. Inga underarter finns listade i Catalogue of Life.